# 二輪車盗

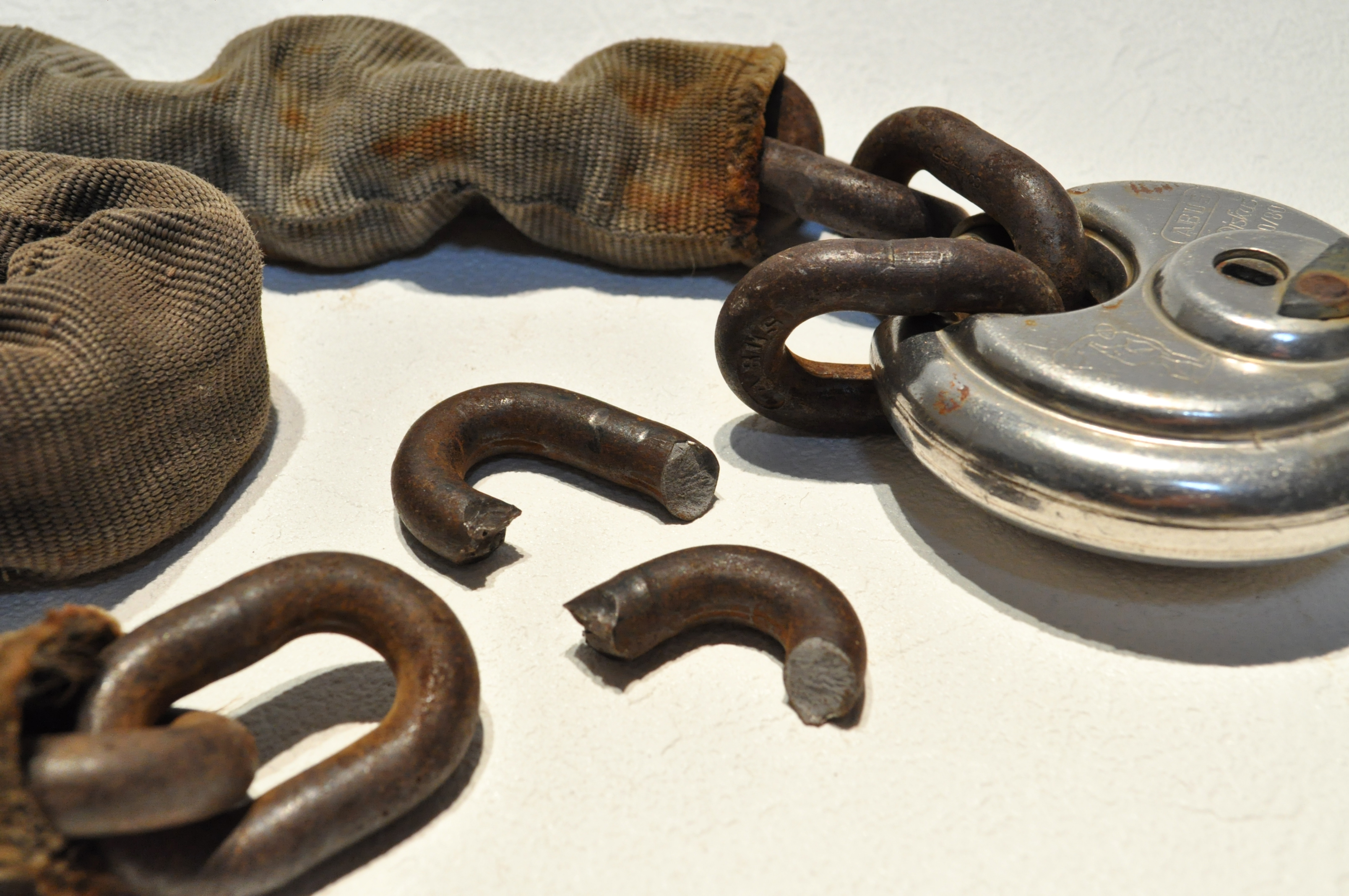
破壊されたオートバイ用チェーンロック

二輪車盗（にりんしゃとう）とは、二輪車（オートバイ）の窃盗を行う犯罪のこと。「バイク盗」や「オートバイ窃盗」などとも呼ばれる。また、盗まれた車両は「盗難車」と呼ばれる。

## 概要

### 統計による窃盗の実態
| 年   | 認知件数 |
| ---- | -------- |
| 1967 | 24,249   |
| 1968 | 23,215   |
| 1969 | 29,564   |
| 1970 | 35,309   |
| 1971 | 36,467   |
| 1972 | 33,963   |
| 1973 | 39,191   |
| 1974 | 42,103   |
| 1975 | 44,242   |
| 1976 | 45,053   |
| 1977 | 52,685   |
| 1978 | 71,762   |
| 1979 | 89,253   |
| 1980 | 106,297  |
| 1981 | 132,309  |
| 1982 | 161,002  |
| 1983 | 177,757  |
| 1984 | 180,339  |
| 1985 | 181,278  |
| 1986 | 171,973  |
| 1987 | 171,325  |
| 1988 | 209,444  |
| 1989 | 271,083  |
| 1990 | 263,823  |
| 1991 | 265,453  |
| 1992 | 245,628  |
| 1993 | 245,865  |
| 1994 | 234,162  |
| 1995 | 241,509  |
| 1996 | 240,400  |
| 1997 | 234,649  |
| 1998 | 246,364  |
| 1999 | 242,977  |
| 2000 | 253,433  |
| 2001 | 242,517  |
| 2002 | 198,642  |
| 2003 | 154,979  |
| 2004 | 126,717  |
| 2005 | 104,155  |
| 2006 | 93,294   |
| 2007 | 83,028   |
| 2008 | 80,857   |
| 2009 | 82,811   |
| 2010 | 74,278   |
| 2011 | 68,852   |
| 2012 | 60,405   |
| 2013 | 51,442   |
| 2014 | 43,720   |
| 2015 | 35,486   |
| 2016 | 24,304   |
| 2017 | 20,184   |
| 2018 | 15,292   |
| 2019 | 11,255   |
| 2020 | 9,018    |
| 2021 | 7,569    |
| 2022 | 7,913    |
| 2023 | 9,946    |
| 2024 | 11,641   |

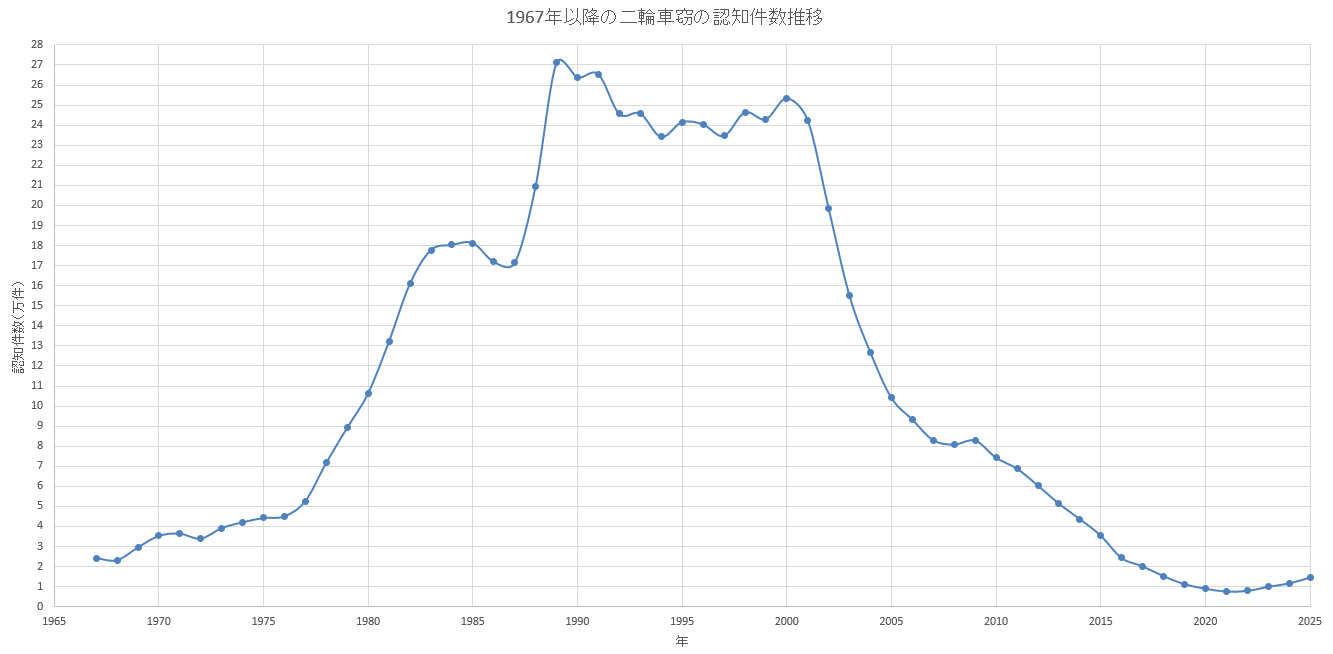
オートバイ窃盗の認知件数推移(1967年以降）

法務省と警察庁の統計によれば、1967年以降、一時期（1986年・1987年）を除いて増加し続け、1988年には20万件を突破した。そして、1988年から2001年の間、盗難認知件数が20万件を超えて高止まりし続ける状況となり、その間に統計のある1967年以降最多の件数を1989年(27万1,083件)に記録することとなった。そして2000年（25万3,433件）をピークに減少し、2021年は7,569件となり、統計のある1967年以降最低の値であったが、2022年以降は2019年コロナウイルス感染症対策の行動制限緩和により外出する人が増加し、人と出会う機会が増えたことから前年より増加して2024年は2019年コロナウイルス感染症流行前上回る11,641件となった。
また、警察庁による2023年のデータより、認知件数は9,946件であり、オートバイ窃盗被害台数は、9,834台（内、50cc超:4,077台、50cc以下:5,757台)であり、排気量別のオートバイ1,000台当たりオートバイ窃盗認知被害台数は、50cc超は0.7台、50cc以下は1.3台であった。
盗難場所は、道路上で盗まれたのは、9,946件中950件の約9.6%に過ぎず、住宅敷地内では5,767件と約58.0%を占め、次いで駐車(輪)場が1,259件と約12.7%と占めており、駐車(輪)場と住宅敷地内の2つで約70.6%を占めている。更に、鍵をメインスイッチ（イグニッションスイッチ）に差し込まれていままの状態及び運転席やその周辺に放置していた状態で盗まれたのは9,946件中3,586件であり、盗難認知件数の約3分の1に過ぎず、残りの約3分の2は、その状態で無いにもかかわらず盗難されている。
また、警察等に認知されていない犯罪の件数（暗数）を含めて実際の犯罪実態を調べる目的で2000年以降数年に1回行われる法務省の2024年犯罪被害実態調査により、オートバイ盗難にあったと答えたバイク所有者の割合は、2023年中に被害が遭ったと回答した者の割合は0.0%、2019年から2023年の間に遭ったと回答した者の割合の場合は1.7%であった。また、この調査は2000年以降6回行われているが、被害に遭う割合は低下傾向となっている。(5年以内被害率　2000年:12.4%→2004年:10.3%→2008年:6.8%→2012年:7.6%→2019年:2.7%→2024年:1.7%)
そして、被害を警察に届け出た割合は約92.3%であった。もし、警察が把握した認知件数に先程の申告した割合で割った場合、2024年は約12,600件となり、約960件が届け出されてない状態となる。
オートバイ盗難により2023年に検挙された者の約92.0%は、14歳から19歳の未成年であり、少年犯罪の代表的な犯罪であることが伺われる。

### 暴走族による使用目的の窃盗
暴走族の構成員が車両を盗み出し、暴走行為などに用いた後に乗り捨てるなどといったケースがある。

### 高価な車両に対する組織的窃盗
窃盗を生業とする犯罪集団による組織的な犯行および密輸が行われる場合もある。多数の人員を投入し、運搬用ワンボックスカーや油圧カッターなど専門的な機械類を用い、緻密に組み立てられた役割分担や作業工程でもって迅速かつ車体の資産価値を落とすことなく犯行に及ぶ。こうして数分で運搬車両に詰められた車両は拠点となる施設に集められ、あるものは解体され部品として市場へ流され、あるものは輸出先のシンジケートと結びつき、偽装された名称で密輸を行うなどの方法で資金化されていく。
こうして密輸された車両が稀に発見される場合があるが、仮に発見に至った場合であっても、現地の発見時点での所有者に渡るまでには正規の過程が含まれているなど、当事者は直接犯罪に関わっていない場合が多く、取り戻すためには民事訴訟で車両が盗難車両である事を立証せねばならないなど、一筋縄で取り返す事は非常に困難である。
また資産価値の高く狙われやすい大型車両であっても、車両価格が100万から150万程度であるオートバイの価格を考慮すると、時間や費用が車両価格を上回ってしまう場合が多く、泣き寝入りせざるを得ない場合がほとんどである。
また、近年においてはオートバイ市場の縮小による経営悪化を受けてか、販売店経営者による転売目的での盗難も発生している。顧客に引き渡した車両に関する情報、あるいは複製した鍵などを用いて、実行犯等と共謀し引き渡された車両をそのまま窃盗、転売するといった手口で犯行が行われる。

2012年、盗難被害における車種別の台数がその他の車両と比較して3倍に及ぶため、ホンダ・CBX400Fの盗難保険契約が損害保険会社より拒否される事態になったと、ロードサービスを扱うJBR Motorcycle（現JBR Leasing）が発表した。同車種は1981年から1984年にかけて販売されたベストセラーモデルあり、当時を経験した40代後半のユーザー層に特に高い人気のある車両である。2012年の段階で販売終了から既に30年近くが経過しているが、中古車両の市場価格が新車当時の定価（1981年式の基本グレードで470,000円）の3倍程度から状態の良い車両では10倍近くにまでおよぶ高価な車両となっている。
高価な車両ばかりが盗まれる訳ではなく、2003年前後には兵庫県内でホンダ・カブの盗難被害も相次いで発生した。こうしたビジネスバイクのケースでは、実用性・経済性・耐久性から開発途上国で需要があり、自動車盗におけるトヨタ・ハイエースと同様の傾向が見られる。

### 転売目的によるパーツ窃盗
自動車のホイールやカーナビ、カーオーディオなどが、取り外しができなおかつ資金化の際に犯罪行為が露見しにくい為に狙われやすいように、オートバイにおいては高価なカスタムパーツが窃盗対象に狙われる危険性がある。自動車と異なりパーツが露出しているオートバイでは、ほとんどのパーツ類がボルト数本で固定されているため路上ないし屋外での分解が容易であり、マフラーやブレーキなどでは購入価格にして数十万のパーツも存在する。

## 注・出典